# Jessica Verday
Œuvres principales
- Trilogie The Hollow

Jessica Verday, née le 26 juillet 1982 à Beaufort en Caroline du Sud, est une écrivain américain de fantasy. Son premier roman, The Hollow, premier tome d'une trilogie, a été publié par Simon Pulse en 2009. Les deuxième et troisième tomes ont été respectivement publiés en 2010 et en 2011.
La trilogie The Hollow suit la vie d'Abigail (Abbey) Browning durant ses années de lycée dans la célèbre ville de Sleepy Hollow, où la mort de sa meilleure amie est l'événement qui va bouleverser la vie de notre héroïne, elle rencontre alors un mystérieux et séduisant jeune homme, Caspian, qui va l'aider à faire face à cette épreuve.
Jessica Verday a écrit cette trilogie en s'inspirant de la nouvelle de Washington Irving, La Légende de Sleepy Hollow, écrite en 1820. Les personnages de cette légende ont inspiré de nombreux aspects du roman de Jessica, comme l'affection que porte le personnage principal pour cet auteur.

## Biographie
In 1998, Jessica quitte son foyer de Pennsylvanie et prend un bus à destination d'Austin, Texas. Après son retour à la maison, elle se marie avec son premier amour à l'âge de 16 ans. Huit ans plus tard, elle commence à écrire The Hollow. Un an et demi plus tard elle signe un contrat avec Rachel Vater de Folio Literary Management.

## Œuvres

### The Hollow
1. Hollow, J'ai lu, 2013 ((en) The Hollow, 2009)
2. Haunted, J'ai lu, 2013 ((en) The Haunted, 2010)
3. Hidden, J'ai lu, 2013 ((en) The Hidden, 2011)